# クラブント
クラブント（Klabund）の筆名で知られる、アルフレート・ヘンシュケ（Alfred Georg Hermann „Fredi“ Henschke, 1890年11月4日 - 1928年8月14日）はドイツの詩人、戯曲作家、小説家。

## 略歴
1890年クロッセン(現ポーランド：クロスノ・オドルザンスキー)にて薬屋の息子として生まれた。16歳の時結核に罹患。当初は肺炎と誤診され、彼の短い生涯の間この病苦にしめられた。1909年にフランクフルト (オーダー)で高等学校卒業証明書を最高点で取得した後、ミュンヘンで化学と薬理学を学んだ。しかしすぐに専攻を変更し、ミュンヘン、ベルリン、ローザンヌで哲学、言語学、演劇を学んだ。1912年、彼は学業を中断し、ペーテル・ヒレに倣って放浪の詩人として「クラブント (Klabund)」のペンネームを名乗った。第一詩集は『Morgenrot! Klabund! Die Tage dämmern! 夜明け! クラブント! 夜が明ける!』(1913年)。Klabund クラブントという名前は、北部と北東部ドイツの名前に由来し、Klabautermann (ドイツの民間伝承の邪悪な小鬼) と Vagabund (放浪者) を組み合わせて彼と他の人々によって考案された。
1918年にクラブントは肺疾患患者の療養所で知り合ったブルンヒルデ・ヘルベルレ (Brunhilde Herberle) と結婚したが、彼女はその年の暮れ早産による合併症で亡くなった。1923年彼は女優のカローラ・ネーハー (Carola Neher) と結婚。1925年、中国の物語(元曲：灰闌記)に基づいた彼の戯曲『Kreidekreis 白墨の輪』がマイセンで初演された。同年末のベルリン公演は大成功を収めた。同作品はツェムリンスキーにより同名の歌劇(1933年初演)の原作となっている。ベルトルト・ブレヒトは後に、この戯曲を『Kaukasischer Kreidekreis コーカサスの白墨の輪』などに翻案した(1944年)。
1928年5月、イタリア滞在中に肺炎に罹患し、潜在性結核と相まって危篤状態となった。治療のためダボスに運ばれたが、まもなく死亡した。クラブントは生まれ故郷のクロッセンに埋葬された。マインツにある「Walk of Fame of Cabaret キャバレーの名声の散歩道」の星は彼に捧げられている。
1998年から2003年にかけて、全8巻の作品集が刊行された。

## 主な作品
クラブントは25の戯曲と14の小説 (そのうちのいくつかは死後に出版された) を完成させ、多くの短編、翻案(日本語、漢詩、14世紀ペルシャの詩)、文学史に関するいくつかの作品を完成させた。

### 小説
- 1912: Celestina. Ein Buch Alt-Crossener Geschichten
- 1929: Rasputin. Einbandgestaltung von Ludwig Goldscheider.

### 戯曲
- 1920: Hannibals Brautfahrt. Ein Schwank in drei Aufzügen und einem Nachspiel.
- 1925:  Der Kreidekreis. Spiel in fünf Akten nach dem Chinesischen.

### 詩
- 1913: Morgenrot! Klabund! Die Tage dämmern!
- 1917: Irene oder die Gesinnung. Ein Gesang.
- 1919: Montezuma. Ballade.
- 1919: Hört! Hört!

### 翻案
- 1915: Dumpfe Trommel und berauschtes Gong.
- 1916: Li tai-pe (李太白)
- 1916/1917: Das Sinngedicht des persischen Zeltmachers. Neue Vierzeiler nach Omar Khayyâm (ウマル・ハイヤーム)
- 1918: Die Geisha O-Sen. Geisha-Lieder nach japanischen Motiven
- 1919: Der Feueranbeter. Nachdichtungen des Hafis (ハーフィズ)
- 1921: Das Blumenschiff. Nachdichtungen chinesischer Lyrik